# 쭐랄롱꼰 대학교
쭐랄롱꼰 대학교(태국어: จุฬาลงกรณ์มหาวิทยาลัย, 영어: Chulalongkorn University, CU, Chula)는 태국에서 가장 오래된 대학교이자, 태국을 대표하는 대학교로 여겨지고 있다. 이 대학은 19개의 학과와 부설 기관 등으로 구성되어 있다. 대학교 이름은 라마 5세(쭐랄롱꼰 대왕)을 기념하기 위해 붙여졌으며 그의 아들이자 후계자인 와치라웃(라마 6세)이 1917년에 왕립 페이지스 스쿨과 약학 대학을 병합하여 설립하였다.
캠퍼스는 방콕 도심의 대부분을 차지하고 있으며 태국의 10대들에게 인기가 높은 시암 광장과 마주하고 있다. 이 곳은 태국의 개인 전용 고급 스포츠 클럽인 로열 방콕과 인접하여 있다. 대학의 상징은 프라 키아오이다.
태국의 공주 마하 짜끄리 시린톤은 1973년부터 1977년까지 쭐랄롱꼰 대학교를 다녔는데, 그녀는 태국 왕가 출신 인사로는 처음으로 이 대학을 졸업한 인물이 되었다. 예전에는 태국의 왕족들이 주로 외국에서 교육받았다.

## 위상
국제대학평가
2018년 QS 세계대학평가 종합순위 245위, 태국 1위
2016-2017년 QS Asian University Ranking 45 위, 태국 1위
2017년 QS graduate employability rankings 151-200위, 태국 1위
2016년 Center for World University Ranking 320위, 태국 1위
2017년 Round University Ranking 398위, 태국 1위
2016년 RUR Reputation Rankings 182위, 태국 1위
2016년 RUR Research Performance World University Rankings 424위, 태국 1위
2016년 CWTS Leiden Ranking 424위, 태국 1위
2016년 THE World University Rankings 601-800위